# Diplonevra refulgens
Diplonevra refulgens är en tvåvingeart som beskrevs av Schmitz 1949. Diplonevra refulgens ingår i släktet Diplonevra och familjen puckelflugor. Inga underarter finns listade i Catalogue of Life.